# Hampsonicola deccerti
Hampsonicola deccerti là một loài bướm đêm thuộc họ Noctuidae.